# Diocèse de Guadix
Le diocèse de Guadix (en latin : Dioecesis Guadicensis ; en espagnol : Diócesis de Guadix) est un diocèse de l'Église catholique en Espagne, suffragant de l'archidiocèse de Grenade.

## Territoire

Localisation du diocèse.

Le diocèse se situe dans la partie nord-est de la province de Grenade avec les comarques de Guadix, de Baza, de Huéscar et une partie de la comarque de Los Montes avec les communes de Alamedilla, Alicún de Ortega, Dehesas de Guadix, Gobernador, Morelábor, Pedro Martínez et Villanueva de las Torres, le reste de cette comarque ainsi que la plus grande partie de la province de Grenade appartient à l'archidiocèse de Grenade.
Le diocèse qui est suffragant de l'archidiocèse de Grenade a son évêché à Guadix où se trouve la cathédrale de l'Incarnation et possède un territoire d'une superficie de 5671 km2 avec 76 paroisses regroupées en 5 archidiaconés (2024).

## Histoire
Selon la tradition, le diocèse de Guadix vient de l'ancien diocèse d'Acci dont le 1er évêque est saint Torquat d'Acci, un des sept apôtres de l'Espagne, les limites de ce diocèse sont décrits par l'historien Pedro Suárez avec comme sources principales la division ecclésiastique sous le roi Wamba au VIIe siècle et l'Estoria de España d'Alphonse X de Castille. Le concile d'Elvire avec Felix, évêque d'Acci nous montre une certaine vitalité du christianisme de la région. Les évêques d'Acci assistent également aux différents conciles de Tolède.
Lors de la conquête musulmane de la péninsule Ibérique au VIIIe siècle, la basilique wisigothique est transformée en mosquée par les musulmans. À partir du Xe siècle, les mozarabes occupent les zones périphériques de la ville ou migrent dans les royaumes chrétiens, dans le royaume de Castille sous le règne d'Alphonse VI de León et dans le royaume d'Aragon sous le règne d' Alphonse Ier d'Aragon.
Après la reconquista, les rois catholiques autorisent le cardinal Pedro González de Mendoza (1428-1495) à réorganiser l'église et les diocèses historiques ; en accord avec la bulle du 4 août 1486 d'Innocent VIII, le cardinal signe à l'Alhambra une bulle le 21 mai 1492 qui érige en cathédrale l'église de Guadix et en collégiale l'église de Baza ; par la même bulle, sont aussi restaurés les diocèses de Grenade, de Malaga et d'Almería. Le 4 décembre de la même année, le pape Alexandre VI érige le diocèse de Grenade en archidiocèse avec pour suffragants les diocèses de Guadix et d'Almería.
En 1554, Mgr Martín Pérez de Ayala convoque un grand synode qui aborde les grands thèmes du concile de Trente auquel il a participé, le même concile encourage la création de séminaires par le décret Pro Seminariis et c'est en 1595 que le premier séminaire diocésain de Guadix est fondé. Avec le concordat de 1851, la collégiale de Baza devient paroisse et le diocèse change son nom de Guadix-Baza en Guadix.